# Vandenboschia tubiflora
Vandenboschia tubiflora är en hinnbräkenväxtart som beskrevs av Florence Signaigo Wagner. Vandenboschia tubiflora ingår i släktet Vandenboschia och familjen Hymenophyllaceae. Inga underarter finns listade.